# Barrie McKay
Barrie McKay (Paisley, 1994. december 30. –) skót labdarúgó, jelenleg a Nottingham Forest játékosa.

## Magánélete
Az ő testvére Daniel McKay, aki jelenleg a Neilston FC játékosa.

## Pályafutása
2012. május 13-án debütált a Rangers első csapatában a St. Johnstone ellen 4-0-ra megnyert mérkőzésen. 2012. augusztus 11-én megszerezte az első gólját a harmadosztályban a Peterhead FC ellen. 2012. augusztus 28-án arról számoltak be, hogy az angol Liverpool és a szintén angol Everton érdeklődött iránta. 2012. szeptember 11-én öt évig hosszabbított a klubbal.

## Statisztika

### Klub
2017. április 11-i állapot szerint.
| Klub             | Szezon           | Bajnokság | Bajnokság | Kupa    | Kupa  | Ligakupa | Ligakupa | Egyéb   | Egyéb | Összesen | Összesen |
| Klub             | Szezon           | Meccsek   | Gólok     | Meccsek | Gólok | Meccsek  | Gólok    | Meccsek | Gólok | Meccsek  | Gólok    |
| ---------------- | ---------------- | --------- | --------- | ------- | ----- | -------- | -------- | ------- | ----- | -------- | -------- |
| Rangers          |                  |           |           |         |       |          |          |         |       |          |          |
| 2011–12          | 1                | 0         | 0         | 0       | 0     | 0        | 0        | 0       | 1     | 0        |          |
| 2012–13          | 31               | 1         | 3         | 2       | 4     | 0        | 3        | 1       | 41    | 4        |          |
| 2013–14          | 2                | 0         | 0         | 0       | 1     | 0        | 1        | 1       | 4     | 1        |          |
| 2014–15          | 0                | 0         | 0         | 0       | 0     | 0        | 0        | 0       | 0     | 0        |          |
| 2015–16          | 34               | 6         | 6         | 2       | 3     | 0        | 5        | 1       | 48    | 9        |          |
| 2016–17          | 30               | 3         | 3         | 0       | 7     | 1        | —        | —       | 35    | 3        |          |
| Összesen         | Összesen         | 98        | 10        | 12      | 4     | 15       | 1        | 9       | 3     | 134      | 18       |
| Greenock Morton  | 2013–14          | 18        | 3         | 0       | 0     | 0        | 0        | 0       | 0     | 18       | 3        |
| Raith Rovers     | 2014–15          | 23        | 1         | 2       | 1     | 0        | 0        | 0       | 0     | 25       | 2        |
| Karrier összesen | Karrier összesen | 135       | 11        | 13      | 5     | 15       | 1        | 9       | 3     | 177      | 23       |

### Válogatott

#### Skót U19-es
| 1                        | 2012. október 9.  | New Douglas Park, Hamilton, Skócia | Örményország | 3–0 | 4–0 | Barátságos mérkőzés |
| 2                        | 2013. március 19. | Somerset Park, Ayr, Skócia         | Svédország   | 3–2 | 3–2 | Barátságos mérkőzés |
| 2015. január 2. szerint. |                   |                                    |              |     |     |                     |

## Sikerei, díjai
- Rangers FC:
  - Skót Third Division (1): 2012-13
  - Skót Bajnokság (1): 2015-16
  - Scottish Challenge Cup (1): 2015-16